# ISS-Expedition 34
ISS-Expedition 34 ist die Missionsbezeichnung für die 34. Langzeitbesatzung der Internationalen Raumstation (ISS). Die Mission begann am 18. November 2012 mit dem Abkoppeln des Raumschiffs Sojus TMA-05M von der ISS. Das Ende wurde durch das Abkoppeln von Sojus TMA-06M am 15. März 2013 markiert.

## Mannschaft
- Kevin Anthony Ford (2. Raumflug), Kommandant, (USA/NASA) (Sojus TMA-06M)
- Oleg Wiktorowitsch Nowizki (1. Raumflug), Bordingenieur, (Russland/Roskosmos) (Sojus TMA-06M)
- Jewgeni Igorewitsch Tarelkin (1. Raumflug), Bordingenieur (Russland/Roskosmos) (Sojus TMA-06M)

zusätzlich ab 21. Dezember 2012
- Thomas Henry Marshburn (2. Raumflug), Bordingenieur, (USA/NASA) (Sojus TMA-07M)
- Chris Austin Hadfield (3. Raumflug), Bordingenieur, (Kanada/CSA) (Sojus TMA-07M)
- Roman Jurjewitsch Romanenko (2. Raumflug), Bordingenieur, (Russland/Roskosmos) (Sojus TMA-07M)

### Ersatzmannschaft
Seit Expedition 20 wird wegen des permanenten Trainings für die Besatzungen keine offizielle Ersatzmannschaft mehr bekanntgegeben. Inoffiziell gelten die Backup-Crews der beiden Sojus-Zubringerraumschiffe TMA-06M und TMA-07M (siehe dort) als Ersatzmannschaft der Expedition 34. In der Regel kommen diese Crews dann jeweils zwei Missionen später selbst zum Einsatz.

## Missionsbeschreibung
Zunächst mussten Ford, Nowizki und Tarelkin die Station rund vier Wochen lang allein in Schuss halten. Neben den Wartungsarbeiten wurden noch verschiedene Experimente betreut bzw. medizinische Langzeituntersuchungen absolviert.
Mit dem Start von Sojus TMA-07M am 19. Dezember 2012 begann die zweite Phase der Expedition 34, innerhalb der zwei Tage später mit der Kopplung am ISS-Modul Rasswet die Besatzungsstärke auf sechs Personen anwuchs. Hauptaufgabe war neben der Instandhaltung der Raumstation die Durchführung verschiedener wissenschaftlicher und technischer Experimente in den Bereichen Astronomie, Biologie, Erderkundung, Medizin, Physik und Technik.
Neue Experimente betrafen Veränderungen der Oberflächenspannung in der Schwerelosigkeit durch Beimischung verschiedener Surfactants zu Wasser (ESA-Experiment FASTER) und die Erprobung eines Microflow genannten Durchfluss-Zytometers der kanadischen Weltraumagentur CSA, mit dem Zellen und komplexe Moleküle im Blutfluss durch mehrfarbiges Laserlicht identifiziert, gezählt und kategorisiert werden können. Damit soll auch die Eignung des Gerätes als medizinisches Instrument im Weltraum überprüft werden.

### Außenbordaktivitäten
Mitte Januar 2013 fand außenbords ein weitgehend autonomes und von der Erde aus initiiertes automatisches Betankungsmanöver statt. Das dazu erforderliche Equipment der Robotic Refueling Mission war bereits im Sommer 2011 zur ISS gelangt. Während des mehrtägigen und mehrstufigen Versuchs wurden Sicherungsdrähte und Abdeckkappen entfernt, ein Einfüllstutzen ausgefahren und eine symbolische Menge Flüssigkeit übertragen. Dazu wurde die Erweiterung des kanadischen Manipulatorarms DEXTRE verwendet.

### Neue Möglichkeiten in der Kommunikation
Ende Januar wurde erstmals eine direkte Kommunikation zwischen Raumstation und einer Empfangs- und Sendeeinheit am Boden mittels Laser zur Übermittlung aktueller wissenschaftlicher Daten durchgeführt. Dabei wurde Hardware verwendet, die 2011 im Verlaufe eines Außenbordeinsatzes an der Außenhaut des Moduls Swesda installiert und zuvor im Oktober vergangenen Jahres getestet wurde. Insgesamt wurden etwa 400 MByte mit Datenraten bis zu 125 MBit/s übertragen.
Am 19. Februar kam es im Verlaufe einer Softwareaktualisierung und einer Umschaltung auf ein Reservesystem zu einer etwa dreistündigen Unterbrechung aller Kommunikationsmöglichkeiten zwischen Bodenstationen und dem US-basierten Segment der ISS. Einige Tage zuvor hatte ein Kabeltechniker in Russland unbedacht eine wichtige Leitung auf der Erde gekappt, über die vielfältige Informationen von russischen Satelliten zu Bodenstationen liefen. Beide Defekte waren nach wenigen Stunden repariert. Am 22. Februar hingegen konnte theoretisch jedermann im Rahmen eines Google-Hangouts unter dem Motto „Was Sie schon immer über das ISS-Leben wissen wollten“ mit den Besatzungsmitgliedern der Internationalen Raumstation kommunizieren, praktisch war dies jedoch nur wenigen vergönnt. Ganz allgemein haben insbesondere NASA und CSA ihre Öffentlichkeitsarbeit mit diesem und ähnlichen Kontakten speziell zu Bildungseinrichtungen intensiviert.

### Frachterverkehr

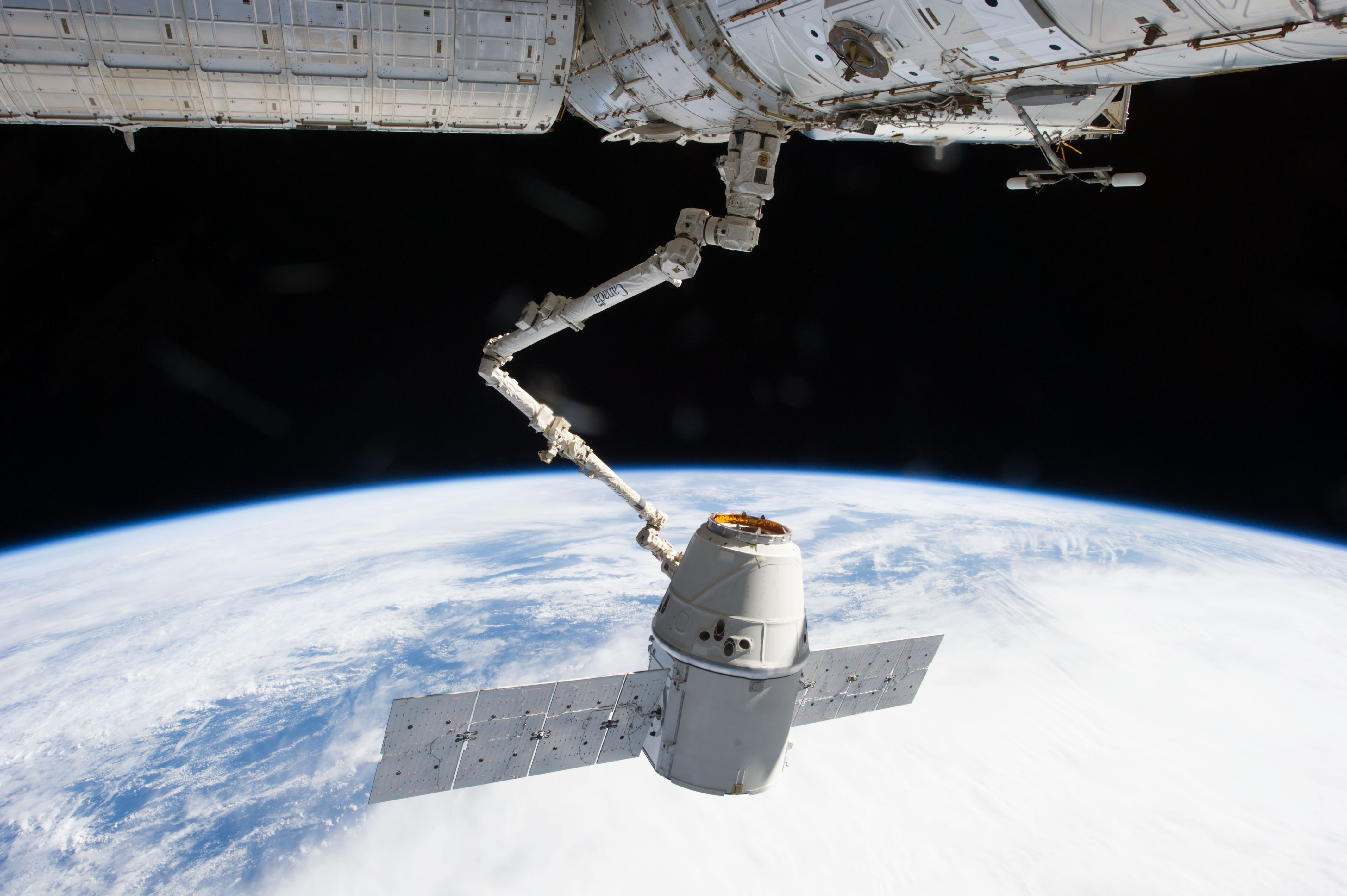
Das Dragon-Raumschiff wird mittels Manipulatorarm zur Kopplungsstelle bewegt.

Am 9. Februar wurde der Frachter Progress M-16M abgekoppelt und verglühte anschließend in der Atmosphäre. Am 11. Februar startete Progress M-18M und koppelte nach nur etwa vier Stunden Flugzeit automatisch am Ausstiegsmodul Pirs an. Dies war die letzte unbemannte Erprobung des neuen Annäherungsverfahrens vor dem Einsatz bei bemannten Sojus-Raumschiffen. Ein kleines Himmelsspektakel gab es am 14. Februar am Nachthimmel über Deutschland, als die dritte Stufe der Trägerrakete beim Verglühen eine deutliche Leuchtspur hinterließ.
Am 1. März startete der zweite reguläre Dragon-Frachter auf einer Falcon-9-Trägerrakete zur ISS. Trotz eines Problems mit der Aktivierung dreier Steuertriebwerksgruppen verlief die Mission erfolgreich. Mehr als eine Tonne Material konnte am 26. März auf die Erde zurücktransportiert werden.

### Landung und Nachbereitung
Am 16. März landete die Besatzung des Raumschiffes Sojus TMA-06M, die aus Oleg Nowizki, Kevin Ford und Jewgeni Tarelkin bestand. Am Tag zuvor hatte Ford das Kommando über die Station erstmals an einen Kanadier übergeben. Chris Hadfield machte seine Sache gut und brillierte obendrein als Entertainer aus dem All. Mit der Kommandoübernahme begann gleichzeitig die ISS-Expedition 35.
Nach der Landung absolvierten Nowizki und Tarelkin erstmals noch ein besonderes Programm. Zunächst wurde ein handgesteuerter Abstieg auf den Planeten Mars in einer Zentrifuge simuliert. Am Tag darauf absolvierten die beiden Kosmonauten einen simulierten Ausstieg auf dem Mars, wobei eine Apparatur dafür sorgte, dass die Schwerkraft der auf dem Roten Planeten entsprach.